# Луцій Вітеллій (консул 48 року)
Луцій Вітеллій (лат. Lucius Vitellius; 24 вересня 15 — 11 липня 69) — політичний та військовий діяч Римської імперії, консул-суффект 48 року.

## Життєпис
Походив з роду Вітелліїв. Син Луція Вітеллія, консула 34 року, та Секстілії. Завдяки батькові, який зробив чудову кар'єру, Луцій Вітеллій Молодший рано увійшов до сенату. Просуванню його сприяв також старший брат Авл Вітеллій, майбутній імператор.
У 48 році Луцій Вітеллій став консулом-суффектом разом з Мессалою Віпстаном Галлом. З 61 до 62 як проконсул керував провінцією Африка. У 69 році під час боротьби за владу деякий час залишався у Римі. Після перемоги військ його брата Авла при Бедріакі Луцій приєднався до нього в Лугдунумі (сучасний Ліон). Згодом сприяв затвердженню Авла Вітеллія на імператорському престолі у Римі. Того ж року придушив повстання у м. Таррацина.
При продовженні війни за владу з Веспасіаном. Після поразки вітелліанців намагався втекти, проте був схоплений у м. Бовіла, а потім страчений за наказом Веспасіана.